# Hylaeus tuertonis
Hylaeus tuertonis är en biart som först beskrevs av Cockerell 1906.  Hylaeus tuertonis ingår i släktet citronbin, och familjen korttungebin. Inga underarter finns listade i Catalogue of Life.